# HD 154025
HD 154025，又名CD-4511188，SAO 227601、HR 6331，是一颗恒星，视星等为6.28，位于銀經341.79，銀緯-2.64，其B1900.0坐标为赤經16h 57m 46.9s，赤緯-45° -2.64′ 37″。